# João Moutinho (football, 1998)
Ne doit pas être confondu avec João Moutinho.
João Moutinho est un footballeur portugais, né le 12 janvier 1998 à Lisbonne. Il joue au poste d'arrière gauche au Lech Poznań.

## Biographie

### Débuts aux États-Unis
Alors qu'il ne parvient pas à passer le cap et devenir footballeur professionnel au Portugal, Moutinho rejoint les États-Unis et l'Université d'Akron. Il joue alors en NCAA avec les Zips où ses performances sont remarquées. Après seulement une saison, il attire l'attention de la MLS et se voit offrir un contrat Génération Adidas pour anticiper son passage en pro. Il est alors repêché en première position par le Los Angeles FC lors de la MLS SuperDraft 2018.
Le 11 décembre 2018, Moutinho est échangé avec Orlando City contre Mohamed El Monir. Le 7 septembre 2022, il remporte la Coupe des États-Unis avec Orlando à l'Exploria Stadium après une victoire 3-0 face au Republic de Sacramento. Deux mois plus tard, à l'issue de la saison 2022 de MLS, il arrive en fin de contrat et quitte le club.

### Suite en Italie
Le 2 décembre 2022, il s'engage en faveur du Spezia Calcio, formation de Serie A, pendant la trêve internationale liée à la Coupe du monde 2022,.

## Palmarès
Orlando City
- Vainqueur de la Coupe des États-Unis en 2022